# Джанджа-хутухта
Джанджа-хутухта (монг. Зангиа Хутагт, тиб. ལྕང་སྐྱ་ཧོ་ཐོག་ཐུ།, lcang-skya ho-thog-thu; кит. 章嘉呼圖克圖, Zhāngjiā Hūtúkètú) — линия перерождений в школе гелуг во Внутренней Монголии во времена династии Цин.
Самым важным ламой из этой линии перерождений был Третий Джанджа, Ролпай Дордже, который был наставником китайского императора Цяньлуна и главным представителем тибетского буддизма при дворе Цин. Он и его преемники, в основном базировавшиеся в Пекине, считались старшими тибетскими ламами в собственном Китае и Внутренней Монголии. Седьмой Джанджа сопровождал националистическое правительство на Тайвань в 1949 году и умер там в 1957 году. 

## Список перерождений
1. Архат Чхандака[англ.] (尊達) — ученик Будды Шакьямуни.
2. Шакья Шеньен (釋迦西念)
3. Дабаньацзаэртуй (達班阿雜爾推)
4. Кава Пелцег (嘎瓦伯雜 Хавабоцза)
5. Чжаопуба (召普巴)
6. Сэшижива (色世日瓦)
7. Лангри Тангпа Дорчжэ Сэнггэ (道傑僧格)
8. Лодой Чжянцань (羅追江參)
9. Пагба-лама (發斯巴)
10. Чжьямчхэнь Чхойчжэ Шакья Ещэй[нем.] (釋迦也希)
11. Чжэцзуньдань (哲尊丹)
12. Баньцзюэлуньчжу (班覺輪珠)

## Список Джанджа-хутухт
1. 1607—1641: Чанькэ Лансайла (禪克朗塞拉) или Драгпа Одсэр (扎巴俄色)
2. 1642—1714: Агван Лувсан Чойден (Ngag dbang bLo bzang Chos ldan), в некоторых перечислениях второй Джанджа,  Агван Лувсан Чойден  считается первым, третий Ролпай Дордже — вторым и т. д.
3. 1717—1786: Чанкья Ролпай Дордже[2][3][4] или Ещэй Теньпей Дронме
4. 1787—1846: Ещэй Теньпей Гьяльцхень (伊希丹畢鑒贊)
5. 1849—1875: Ещэй Теньпей Ньима (葉熙丹壁呢瑪)
6. 1878—1888: Джампа Тендзин Тинлей Гьяцо Пэлсангпо
7. 1891—1957: Лийинг Ещэй Дорчжэ (靂迎葉錫道爾濟) или Лувсан Балдан Тенпай Дронме (丹貝仲美), эвакуировался на Тайвань в 1949 году вместе с Гоминданом[5].
8. род. 1980: Тендзин Дёньё Йеше Гьяцо[6], перевоплотился в Цинхае, сейчас живёт в монастыре Дрепунг в Южной Индии.